# Aufklärung und Judenfrage
Aufklärung und Judenfrage ist ein Artikel der politischen Philosophin Hannah Arendt aus dem Jahr 1932. Er erschien erstmals in der Zeitschrift Geschichte der Juden in Deutschland und wurde 1976 postum in den Essayband Die verborgene Tradition aufgenommen. In englischer Übersetzung kam die frühe Arbeit erst 2007 heraus.
Kurz vor der Zeit des Nationalsozialismus legte Arendt damit einen Text vor, der nicht nur auf philosophischen und geschichtsphilosophischen, sondern auch auf theologischen Gedankengängen beruht und die Eigenständigkeit der Juden in Geschichte und Gegenwart teilweise mit Argumenten des Zionismus betont.
Nach ihrer erfolgreichen Promotion Der Liebesbegriff bei Augustin (1929) in Philosophie bei Karl Jaspers beschäftigte sich die junge Denkerin mit der Vorbereitung ihrer Habilitationsschrift über Rahel Varnhagen. Dieses Werk konnte erst nach dem Zweiten Weltkrieg unter dem Titel Rahel Varnhagen. Lebensgeschichte einer deutschen Jüdin aus der Romantik erscheinen. Der Aufsatz Aufklärung und Judenfrage gehört in den Zusammenhang dieses Forschungsprojektes.
Arendt schrieb den Artikel in der Heideggerschen Diktion der Existenzphilosophie und verwendete Begriffe der Lebensphilosophie, zeigte aber schon zu dieser frühen Zeit Ansätze ihres späteren Denkens über die Eigenständigkeit des Jude-Seins und die Existenz einer jüdischen Nation. Es handelt sich um eine textbezogene Auseinandersetzung, vor allem mit dem philosophischen Gleichheitsideal Lessings und Mendelssohns als unterschiedlich radikale Vertreter der Aufklärung auf der einen Seite und mit Herders Betonung individueller und nationaler Unterschiede auf der anderen Seite.
Die Autorin datiert die „moderne Judenfrage“ aus der Aufklärung und führt aus: „d.h. die nichtjüdische Welt hat sie gestellt“, deren Antworten hätten das Verhalten der Juden geprägt.
Anders als die Protagonisten der Aufklärung bestreitet Arendt, dass sich die Gleichheit aller Menschen und die gegenseitige Toleranz allein aus der Vernunft ableiten lassen. Über die Vernunft hinaus sei ein Wahrheitsbegriff erforderlich, der geschichtsphilosophische und theologische Überlegungen umfassen müsse.

## Auseinandersetzung mit Vertretern der Aufklärung
Die Argumente bezüglich der allen gemeinsamen Vernunft wurden, referiert Arendt, erstmals von Moses Mendelssohn, später von Christian Dohm vorgetragen und fanden schließlich in Gotthold Ephraim Lessing ihren Hauptvertreter, der Menschlichkeit und Toleranz als Verbindung zwischen den Menschen ansah, trotz unterschiedlicher dogmatischer Ausrichtung, Sitten und Gebräuche. Eine absolute Wahrheit, ein objektives Heilsgut wurde von den Aufklärern nicht mehr anerkannt. Der Mensch als Suchender erhielt einen eigenständigen Sinn. Kritisch merkt sie an:
„die Allherrschaft der Vernunft ist  gleichzeitig die Allherrschaft des Menschlichen, des Humanen. … Schließlich (sind) alle Konfessionen für den Toleranten, und das heißt für den wahrhaft Menschlichen, nur verschiedene Benennungen desselben Menschen.“ Für die Aufklärung sind nur „Vernunftwahrheiten“ „notwendig“. „Geschichtswahrheiten“ sind dagegen „zufällig“ und nur dann wahr bzw. „überzeugend“ und „allgemein verbindlich“, wenn sie die Vernunftwahrheiten bestätigen.
Die Geschichte habe der Erziehung der Menschen zu dienen, fasst Arendt Lessings Gedanken zusammen, könne aber nur das hervorbringen, was bereits im Menschen vorhanden ist. Während Lessing die Religion mit der Religiosität gleichsetzte und für älter und bedeutender als die „Offenbarung“ (Bibel) hielt, vertritt Arendt die These, dieser Versuch einer Rettung der Religion sei vergeblich, weil die zuvor „sichere“ Wahrheit durch die „Überhöhung des Menschen“ zerstört und durch die „Innerlichkeit“ ersetzt worden sei.
Geschichte sei für Lessing das ewige Suchen nach der Wahrheit, die erst mit der „Mündigkeit“ des Menschen beginnt, d. h. erklärt die Autorin, der Mensch fängt auf dieser Basis ganz von vorn an und begründet eine neue Geschichte. Diese Vorstellung wird sie in ihren späteren Werken bezogen auf jede neue Generation unter dem Begriff „Gebürtlichkeit“ (Natalität) wieder aufgreifen und auch in ihrer Rede anlässlich der Verleihung des Lessingpreises vertreten.
Mendelssohn erkannte die „ewigen Wahrheiten“ der jüdischen Religion noch an, ging aber wie Lessing vom Selbst-Denken des Individuums aus und sah wie dieser Bildung als Grundlage der Vernunft an, die Geschichte langfristig überflüssig mache und die „Besten der Juden und der Christen“ zusammenführen werde. Daher beschäftigte sich Mendelssohn nicht mit der „tatsächlichen Stellung der Juden in der Welt“ als Gebildete oder Unterdrückte in den Ghettos, bemängelt Arendt.
Wenig später sei Dohm in Deutschland der erste Schriftsteller gewesen, der sich systematisch mit den Juden befasst habe. Als Verfechter der Aufklärung betrachtete er Juden nicht als „Volk Gottes“, sondern als Menschen wie alle anderen, mit denselben Rechten. Geschichte sieht er Arendt zufolge als „schlechte Vergangenheit“, während er bei den Zeitgenossen „Vorurteile“ gegen die Juden konstatiert. Arendt stellt die These auf, dass auch Juden im Zeitalter der Aufklärung eine solche Erklärung für ihre „kulturelle Minderwertigkeit“, für ihre „Ungebildetheit“, für ihre „soziale Schädlichkeit“ und „Unproduktivität“ akzeptiert hätten. „Die Gegenwart von der Last und den Folgen dieser Geschichte zu befreien, wird zum Werk der Einbürgerung und Befreiung der Juden.“ Dies sei die einfache Position der ersten Vertreter der Assimilation gewesen: Mendelssohn, Dohm und Mirabeau.
Die zweite jüdische „Assimilationsgeneration“, nicht mehr religiös gebunden wie Mendelssohn, sei der „Blindheit der Aufklärung“ verfallen, weil sie die Juden nur als Unterdrückte ohne eigene Geschichte sah. Alles Eigene wird danach als „Hindernis“ auf dem Weg zur „Einbürgerung“ und zur „Menschwerdung“ betrachtet. Vertreter dieser Auffassung sei David Friedländer, der – selbst areligiös – die Bedeutung der Vernunft gegenüber der Geschichte „blasphemisch“ begründet habe, indem er den Einwand zurückwies, die menschliche Vernunft könne sich mit der göttlichen nicht messen. Diese Argumentation gegen die Überhöhung des Menschen entwickelte Arendt in ihrer Arbeit Was ist Existenzphilosophie? 1948 weiter, jedoch ohne theologische Begründung.
Während Mendelssohn die Juden noch aufforderte, sich zwar den Sitten und Verfassungen des jeweiligen Landes anzupassen, die religiösen Gesetze aber einzuhalten, sei Friedländer 1799 weiter gegangen, indem er die Juden dazu aufrief, sich taufen zu lassen, um „öffentlich“ in der auf der gemeinsamen Vernunft und Moral beruhenden Gesellschaft aufzugehen.

## Reaktion der christlich geprägten Mehrheitsgesellschaft
Sein Plädoyer kam jedoch, so Arendt, 20 bis 30 Jahre zu spät und wurde von Seiten der Mehrheitsgesellschaft verworfen. Sowohl der angesprochene Kirchenvertreter wie auch der Philosoph Friedrich Schleiermacher betonten vielmehr das Eigentümliche des Christentums jenseits des Vernunftgedankens der Aufklärung, das durch solche „Proselyten“ nur verwässert werde. Die Religion sollte, resümiert Arendt, die Gemeinschaft gerade gegen das „Fremde“ schützen. Zwar sollte die Vernunft Grundlage des Staates sein, d. h. Juden sollten als „Staatsbürger“, schnell eingebürgert werden. Schleiermacher lehnte den Hauptgedanken der Aufklärung von der ursprünglichen Gleichheit aller Menschen ab und vertrat die Auffassung, dass es eine vollständige Assimilation nur geben könne, wenn die Juden ihre „messianische Hoffnung“ aufgäben. Während frühe Aufklärer noch dazu bereit waren, alle Religionen einschließlich des Christentums nach der Sokratischen Methode zu überprüfen, erschien dies nunmehr dem „gebildeten“ Deutschland absurd.

## Aufnahme von Herders geschichtsphilosophischen Überlegungen
Johann Gottfried Herder war 1774 der erste, der das Zeitalter der Aufklärung als Zeitgenosse kritisierte, ohne damit Einfluss auf die „ältere Generation“ der Aufklärer zu gewinnen, allerdings umso mehr auf die „kommende Romantik“. Diese wandte sich Arendt zufolge gegen die „Allherrschaft“ des Menschen in Form der Vernunft und ihrer „platten Nützlichkeitslehre“. Andererseits führen Herder und nach ihm die Romantik die schon bei Lessing angelegte „Entdeckung der Geschichte“ fort.
Im zweiten Teil ihrer Abhandlung befasst sich Arendt eingehend mit Herders von Lessing abweichenden Auffassungen. Zunächst lehne Herder die These ab, dass der Mensch durch Erziehung nur das empfange, was schon in ihm steckt. Seines Erachtens lebt jeder Mensch in einer <Kette von Individuen> und wird von der „Tradition“ geformt. Nur insofern könne man von einer Geschichte des „Menschengeschlechts“ und nicht nur des einzelnen Menschen sprechen. Zustimmend fasst sie Herders Überlegungen zusammen: Die „reine“ Vernunft gibt es, anders als bei den Denkern der Aufklärung für Herder nicht. Durch die Geschichte wird sie verwandelt, verändert und <verteilt in tausend Gestalten>, abhängig von Faktoren, über die der Mensch keine Macht besitzt (<Zeit, Klima, Bedürfnis, Welt, Schicksal>) Entscheidend ist nicht – wie für die Aufklärer – die „Möglichkeit“, sondern die „Wirklichkeit“ des jeweiligen menschlichen Seins. „Die wirkliche Unterschiedenheit des Menschen ist wichtiger als die eigentliche Gleichheit.“ Vernunft ist demnach das Ergebnis der gesamten Erfahrungen der Menschheit. Eine so definierte Vernunft kann niemals abgeschlossen sein, sondern verändert sich fortwährend.
Lessing, die anderen Aufklärer und Herder verneinten gemeinsam die Existenz einer „absoluten Wahrheit“, hält Arendt fest. Während Lessing dieses Postulat durch die These von der ewigen Suche nach der Wahrheit auf der Grundlage der dem Menschen innewohnenden Vernunft ersetzte, wandte sich Herder sowohl gegen die „eine Wahrheit“ wie auch gegen die „eine Vernunft“ und betonte, die Vernunft sei der Geschichte unterworfen, der menschliche Geist kein reiner Vernunftgeist. Der Mensch könne die Geschichte nicht durchschauen, sie werde zum „Außermenschlichen, Unpersönlichen“ aber nicht zu „Gott“. Herders Auffassung verneint die „Transzendenz“ des Göttlichen, Religion soll allein „Zwecke für Menschen durch Menschen“ bewirken. Dieses Auffassung lehnt Arendt ab.
Indes stimmt sie mit Herders Ausführungen gegen den Gedanken der Gleichheit aller Menschen in der Gegenwart überein. Aus einer „ursprünglichen Gleichheit“ entwickelte sich demzufolge im Laufe der Geschichte eine immer stärkere Differenzierung. Die „Differenz“ liegt dabei nicht in Anlage, Begabung oder Charakter, sondern in der fest gefügten „unwiderruflichen Vergangenheit“.
Mit dieser Entdeckung wird Herder, fährt Arendt fort, in Deutschland zu einem der ersten großen Interpreten der Geschichte, der sich auch mit der Geschichte der Juden befasste und sie als eine Geschichte beschreibt, die wesentlich auf dem „Besitz des Alten Testaments“ beruhte. Herder deutete diese Geschichte, führt Arendt aus, wie die Juden selbst, als „Geschichte des auserwählten Volkes Gottes“, das nach seiner „Zerstreuung in alle Welt“ „Einfluss auf das Menschengeschlecht“ nahm. Er wird, interpretiert die Verfasserin, damit aufmerksam auf das eigentümliche auf die Vergangenheit bezogene „Lebensgefühl“ der Juden. In der Religion sieht er das „unveräußerliche Erbstück ihres (der Juden) Geschlechts, die mit der Befolgung des Gesetzes steht und fällt und zu Palästina gehört“.
Laut Arendt betont Herder, indem er sie als <fremdes asiatisches Volk> bezeichnet, die Fremdheit der Juden in Deutschland. Die fremde Religion ist demnach, so glaubt Arendt, für Herder die Religion einer anderen Nation. Damit werde die Judenfrage von einer Religionsfrage, bei der es um Toleranz geht (Lessing) zu einer Frage der politischen Emanzipation, einer <Staatsfrage>.
Diese Methode, die Wirklichkeit auf ihre politischen Implikationen hin zu analysieren, verwandte Arendt ihr Leben lang. Ferner wird sie später, wie auch in dieser frühen Studie, sehr zugespitzte Thesen äußern, ohne die wissenschaftliche Mehrheitsdebatte aufzugreifen und teilweise negativ besetzte Begriffe mit einer positiven Bedeutung verwenden (hier z. B. „fremd“ und „parasitär“ (siehe: Jüdischer Parasit), später den Ausdruck „Paria“).
Die Tatsache, dass Juden trotz der Unterdrückung in einer fremden Welt als Volk „nicht untergingen, sondern sich, wenn auch parasitär anzupassen suchten“, verstehe Herder aus der Geschichte des jüdischen Volkes. Assimilation sei durch Bildung und Erziehung, d. h. Humanisierung möglich, die das „Parasitäre“ des jüdischen Volkes produktiv mache. Herder polemisiert gegen den Bildungsbegriff der Aufklärung, das Selbstdenken, dem er, so Arendt, „Wirklichkeitslosigkeit“ vorwirft. Bildung müsse stattdessen auf Erfahrung, auf dem „Verstehen“, nicht auf der Nachahmung der Vorbilder beruhen und zur „Tat“ werden. Die Wirklichkeit, das „einmalige Schicksal jeder Epoche und jedes Menschen“ müsse hingenommen werden, die Vergangenheit habe keine „Verbindlichkeit“ für die Gegenwart und müsse mit „Distanz“ betrachtet werden. So entstehe eine neue Art von Toleranz. „Jeder Mensch wie jede geschichtliche Epoche hat ein Schicksal, dessen Einmaligkeit kein anderer mehr verurteilen darf; ist es doch die Geschichte selbst, die in der Unerbittlichkeit ihrer Kontinuität das Richteramt übernommen hat.“
Es geht dabei nicht um Toleranz, sondern um „Verstehen“ der Einmaligkeit. Herder gibt damit ihres Erachtens den Juden ihre Geschichte zurück. Sie wird zur „verstandenen“ Geschichte, ohne den direkten Glauben an den „ursprünglichen Leiter dieses Geschehens“. Arendt gebraucht hier wiederholt den Begriff des Verstehens. 1964 wird sie in ihrem Interview mit Günter Gaus als Motto formulieren: „Ich will verstehen“.
Die Säkularisierung sei nicht mehr rückgängig zu machen, unterstreicht die Autorin. An die Stelle Gottes habe Herder die „Macht des Schicksals“ gestellt. Hingegen habe die Aufklärung noch einen direkten Bezug zu Gott gehabt, „indem sie ihn verwarf, verteidigte oder bewusst umdeutete“. Herders Geschichtsverständnis sei mithin unverbindlich und enthalte keinerlei geschichtliche Bindung. Er betone die „Unbefangenheit“ gebildeter Juden, die an die Tradition der Nichtjuden nicht gebunden seien. Positiv bewerte er die Eigenschaften, die die „Not des Sozialen“, die „Not der Diaspora“ überhaupt erst geschaffen haben („Erwerb“ und „Bibelauslegung“). Arendt argumentiert: Gebildete Juden in Herders Sinne seien der „Menschheit“ zurückgewonnen, d. h. aber andererseits, sie sind kein „auserwähltes Volk“ mehr. Sie zitiert Herder: „…sie (die gebildeten Juden) heben sich selbst dahin durch reinmenschliche, wissenschaftliche und bürgerliche Verdienste. Ihr Palästina ist sodann, wo sie leben und edel wirken allenthalben.“ Laut Arendt drängt Herder die Juden damit wieder in eine Ausnahmestellung innerhalb der Gesamtkultur, nachdem durch Bildung die religiösen Inhalte (Volk Gottes), auf die sich eine solche Vorstellung beziehen konnte, zerstört worden waren. Das völlige Gleichheitsideal Lessings verlangte hingegen von den Juden nur das „Menschsein, das sie schließlich, zumal in der Mendelssohnschen Auslegung auch leisten konnten.“
Nunmehr wendet sich die Autorin noch einmal Schleiermacher zu, der das Eigentümliche der Christen und die Besonderheit der Juden bewahren wollte. Sie kritisiert, dass die Juden nach seiner Auffassung dazu ihre eigene geschichtliche Situation verstehen sollten, eine Erwartung, die sie nicht erfüllen konnten. Demgegenüber stellt sie die These auf: Die Juden können auf keine <schrittweise Entwicklung> (Schleiermacher) hoffen, da sie in „der fremden Welt“ keine Stelle haben, von der aus die Entwicklung beginnen könnte. „So werden die Juden die Geschichtslosen in der Geschichte.“
Ohne Vergangenheit, die ihnen durch den Herderschen Verstehensansatz genommen wurde, sind sie gezwungen, sich der europäischen säkularisierten Welt durch Bildung irgendwie anzupassen. Bildung ist für die Juden, meint Arendt, aber „notwendig“ all das, was nicht „jüdische Welt“ ist. Als Ausweg für die gebildeten Juden sieht sie eine eigene Art der Auseinandersetzung mit der Vergangenheit, um die Gegenwart verstehen zu können. „Das Ausdrücklichmachen der Vergangenheit ist der positive Ausdruck für die Herdersche Distanz des Gebildeten – eine Distanz, die die Juden von vornherein mitbringen.“

## Eigenständigkeit des Judentums und Rezeption
Arendt beendet ihren Artikel mit ihrem Resümee des Herderschen Denkens über die Juden: „Somit entsteht aus der Fremdheit der Geschichte die Geschichte als spezielles und legitimes Thema der Juden.“
Diese Überlegungen zu einer jüdischen Geschichte bekräftigte die junge Wissenschaftlerin etwa gleichzeitig auch in ihrem Briefwechsel mit Jaspers, der dem vehement widersprach, die Gleichheit aller Menschen im Sinne der Aufklärung unterstrich und seine Schülerin als Deutsche bezeichnete. Arendt ließ dies nur in dem Sinne gelten, dass sie sich der deutschen Kultur zugehörig fühlte, nicht aber dem deutschen Nationalstaat. Sie verstand sich stets in Abgrenzung dazu als Jüdin. Schon in dieser Frühschrift Aufklärung und Judenfrage begründet sie diese später immer wieder vertretene Position. So auch 1942 im Aufbau, wo sie konstatiert, das moderne (Reform-)Judentum habe den Bezug zu seiner eigentlichen jüdischen Tradition verloren. Aus dem Judentum könne man nicht beliebig aussteigen, vielmehr solle man aus der Zugehörigkeit einen „Segen“ machen, nämlich eine Waffe im Kampf um die Freiheit.
Die amerikanische Arendt-Biografin Elisabeth Young-Bruehl hob 1982 in ihrem Standardwerk Hannah Arendt. For Love of the World Arendts Haltung zu Herder in diesem Aufsatz aus dem Jahr 1932 hervor. In Aufklärung und Judenfrage tauche Herder als einer ihrer „Heros“ auf. Gegenüber der aufklärerischen Erhebung von «Vernunftwahrheiten»  über die «Geschichtswahrheiten» (Lessing, Mendelssohn) betone Herder die Wichtigkeit der Geschichte für Individuen und Völker. Wie Nathan Snaider aus Anlass der englischsprachigen Veröffentlichung des Artikels 2007 unterstreicht, (habe) Arendt zufolge „die Judenemanzipation, die aus Juden integrierte Staatsbürger machen wollte, die Juden als Kollektiv schutzlos gelassen.“ Im Arendt-Handbuch (2011) urteilt die Germanistin Barbara Hahn: Der Text unterscheide sich sprachlich erheblich von Arendts späteren Abhandlungen. Es fehle der Bezug auf das „Komische im Schrecklichen“ und die lakonische Ausdrucksweise.

## Ausgaben
- Hannah Arendt: Aufklärung und Judenfrage. 1932
- Hannah Arendt: Aufklärung und Judenfrage. In: Die verborgene Tradition. Acht Essays. Suhrkamp TB, Frankfurt a. M. 1976, ISBN 3-518-06803-2, S. 108–126, hier verwendet. (Erweiterte Neuauflage: Die verborgene Tradition. Essays. Jüdischer Verlag im Suhrkampverlag, Berlin 2000)
- Engl. Übersetzung neben vielen anderen Essays in: Jewish Writings Hg. Jerome Kohn & Ron Feldman, Schocken, New York 2007 (hierzu ausführliche Rezension in: NZZ 1. Dezember 2007 von Natan Sznaider: Rückkehr in die Geschichte.)